# Mad Nurse
Mad Nurse is een computerspel dat werd uitgegeven door Firebird Software. Het spel kwam in 1986 uit voor de Commodore 64. Dit spel was ontwikkeld door Simon Pick, die ook voor de muziek zorgdroeg. Een jaar later werd een versie voor de ZX Spectrum uitgebracht. Het spel is een platformspel die op basis van schermen werkt. De speler speelt een zuster die allemaal baby's terug in bed moet leggen. Als voldoende baby's terug in bed gestopt zijn stijgt men een level. Het spel is Engelstalig en kan alleen met één speler gespeeld worden.

## Platforms
| Jaar | Platform     |
| ---- | ------------ |
| 1986 | Commodore 64 |
| 1987 | ZX Spectrum  |

## Ontvangst
| Beoordeeld door                | Jaar | Platform    | Score |
| ------------------------------ | ---- | ----------- | ----- |
| Computer Gamer                 | 1987 | ZX Spectrum | 74%   |
| Computer and Video Games (CVG) | 1987 | ZX Spectrum | 30%   |